# Курники (Тернопільський район)

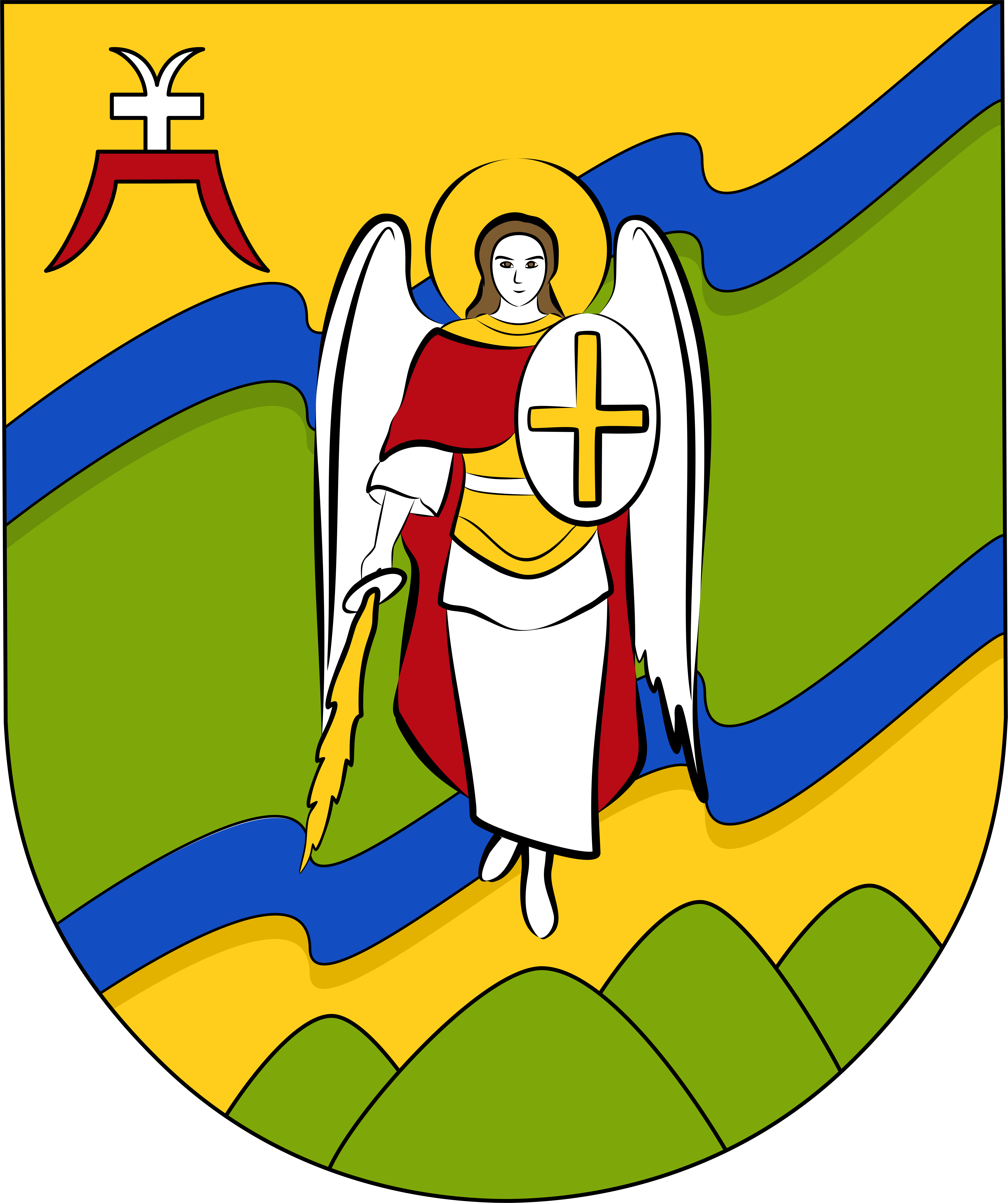
Герб села Курники

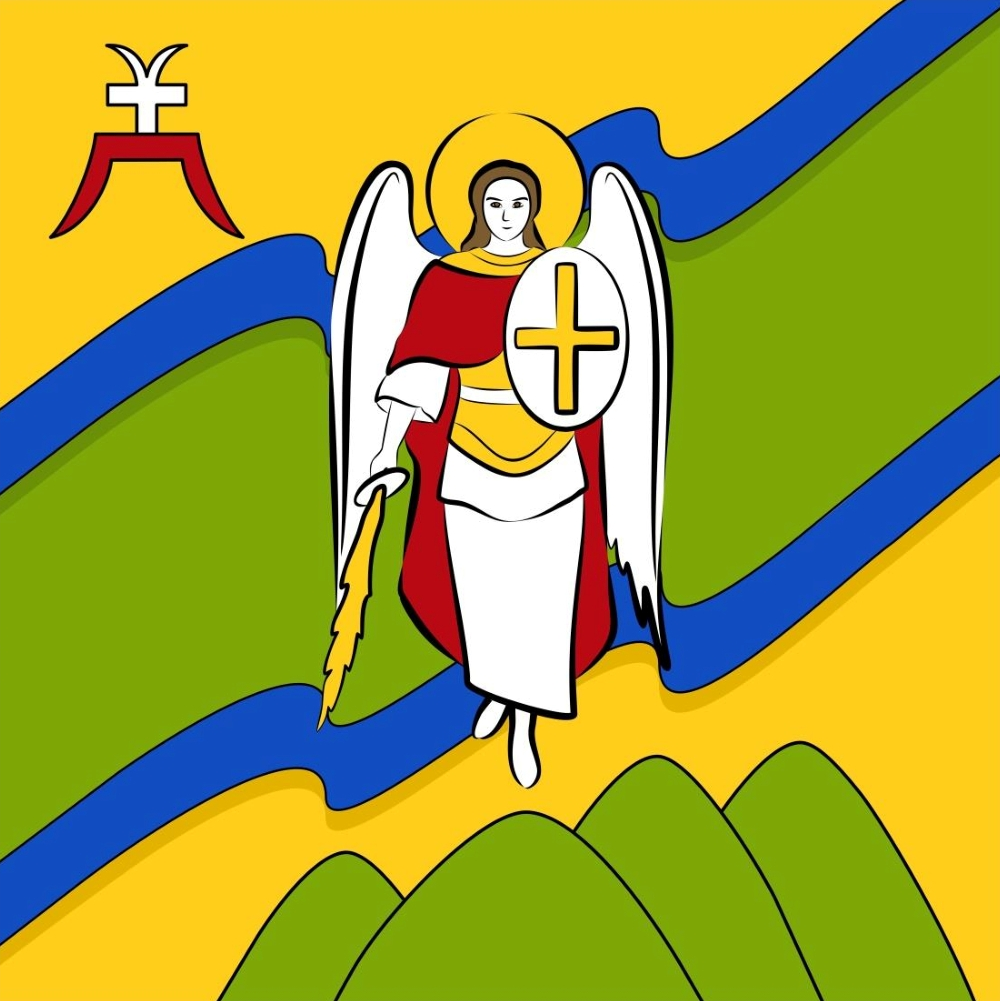
Прапор села Курники

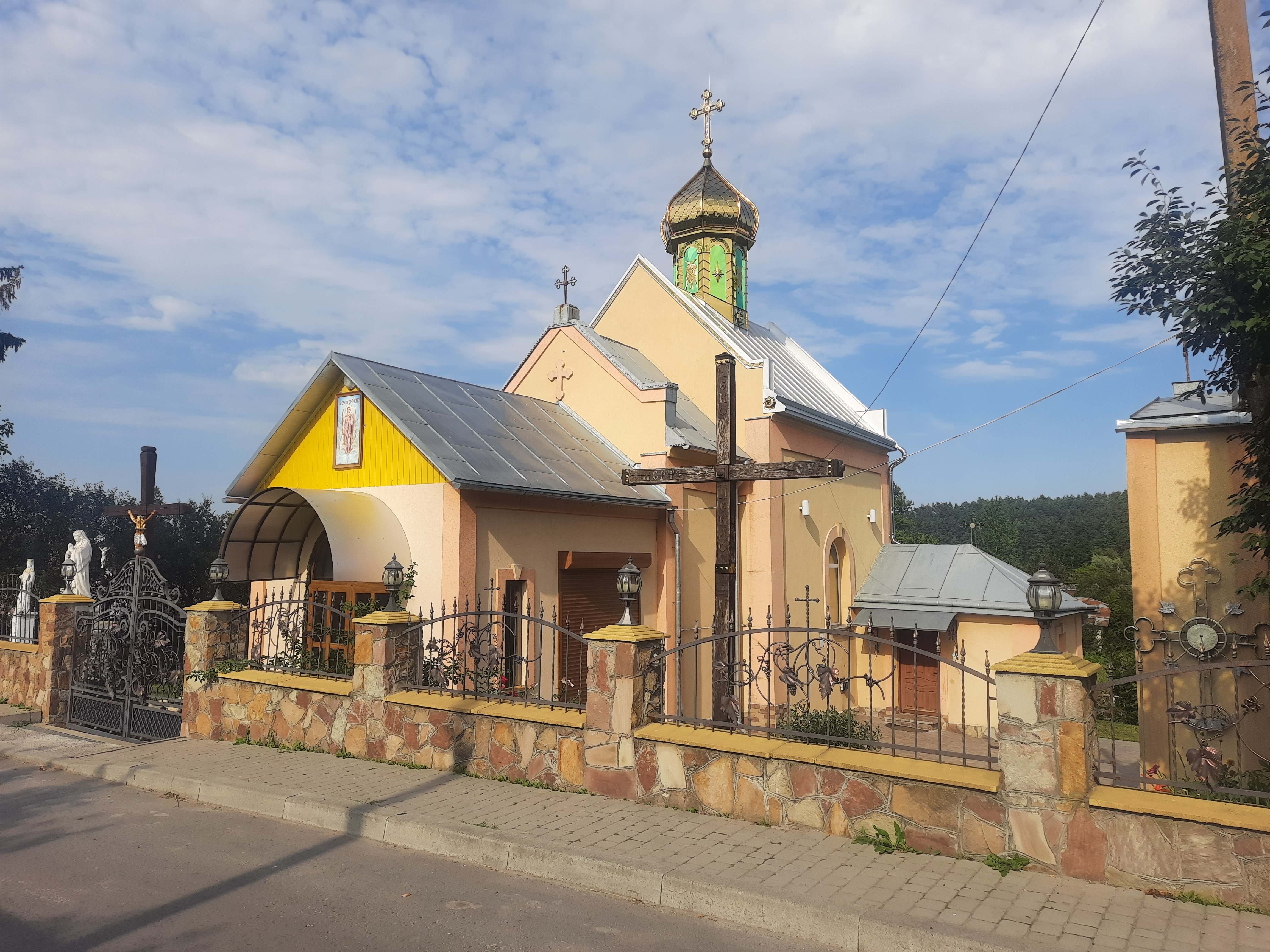
Церква Святого Архістратига Михаїла

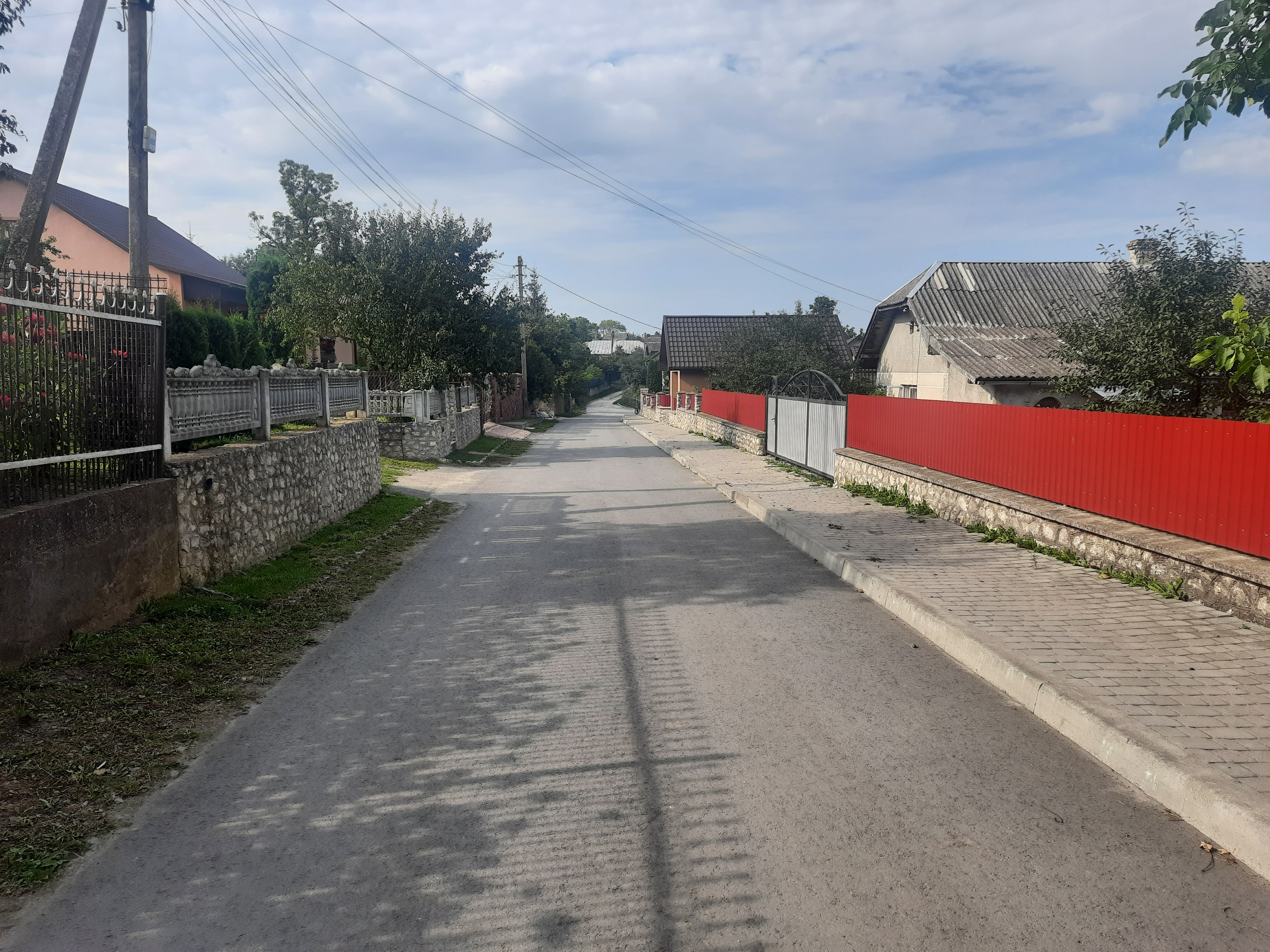
Сільська вулиця

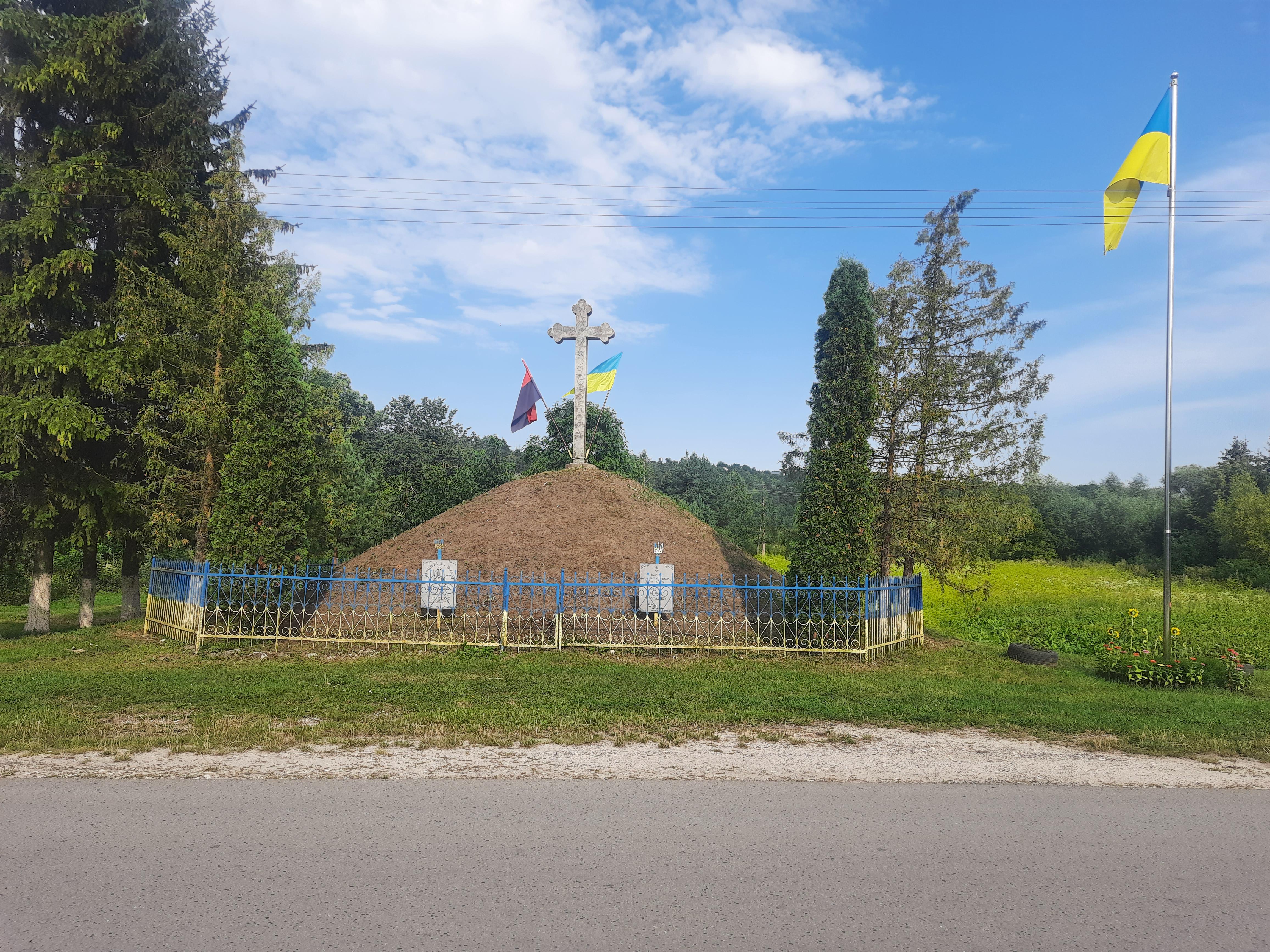
Символічна могила Борцям за волю України

Ку́рники — село в Україні, у Байковецькій сільській громаді Тернопільського району Тернопільської області. Розташоване на річці Гніздечна, на півночі району.
До 2015 підпорядковувалося Лозівській сільраді. Від вересня 2015 року ввійшло у склад Байковецької сільської громади.
Населення — 375 осіб (2015).

## Історія

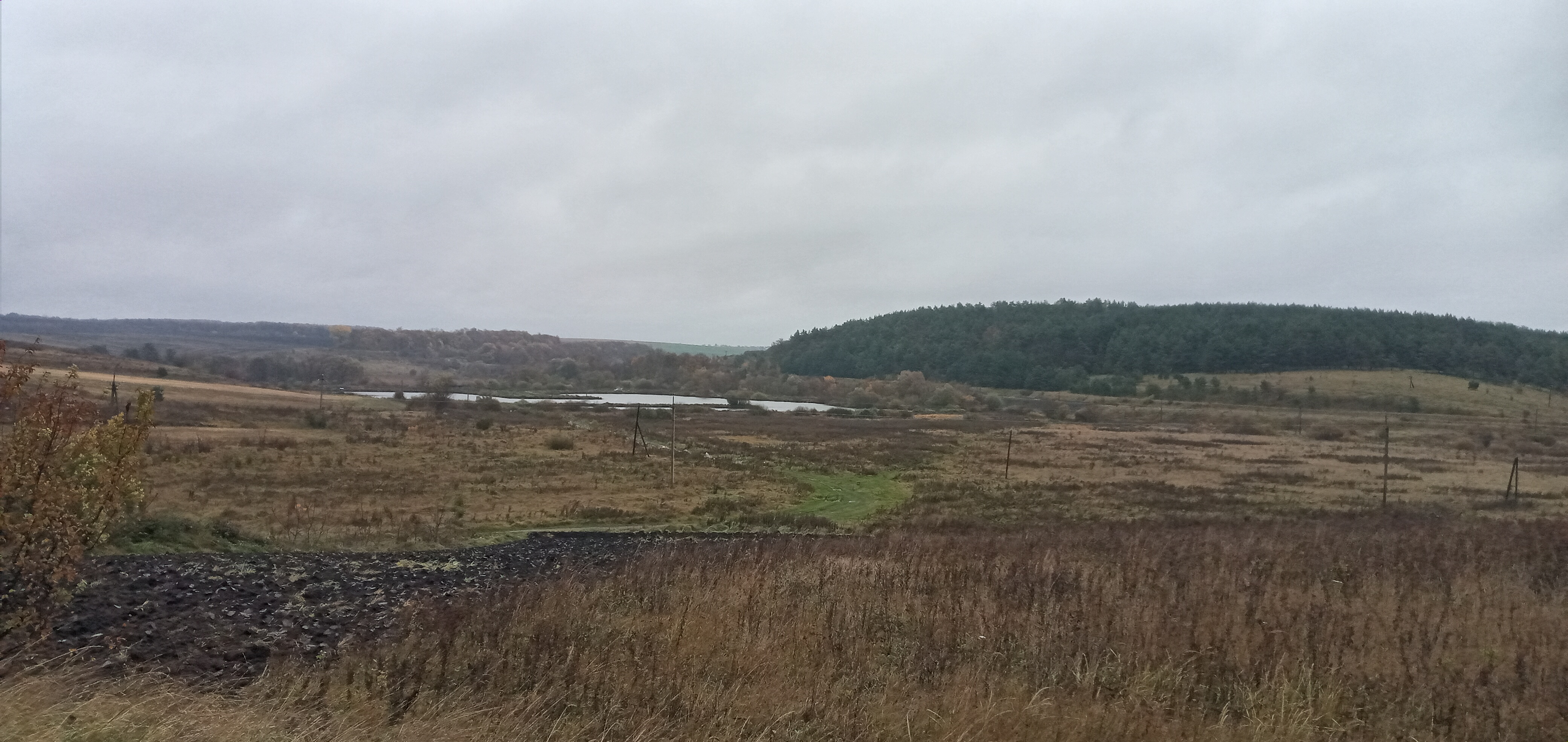
Став у Курниках

Поблизу Курників виявлено археологічні пам'ятки черняхівської та давньоруської культур, культури Лука-Райковецька.

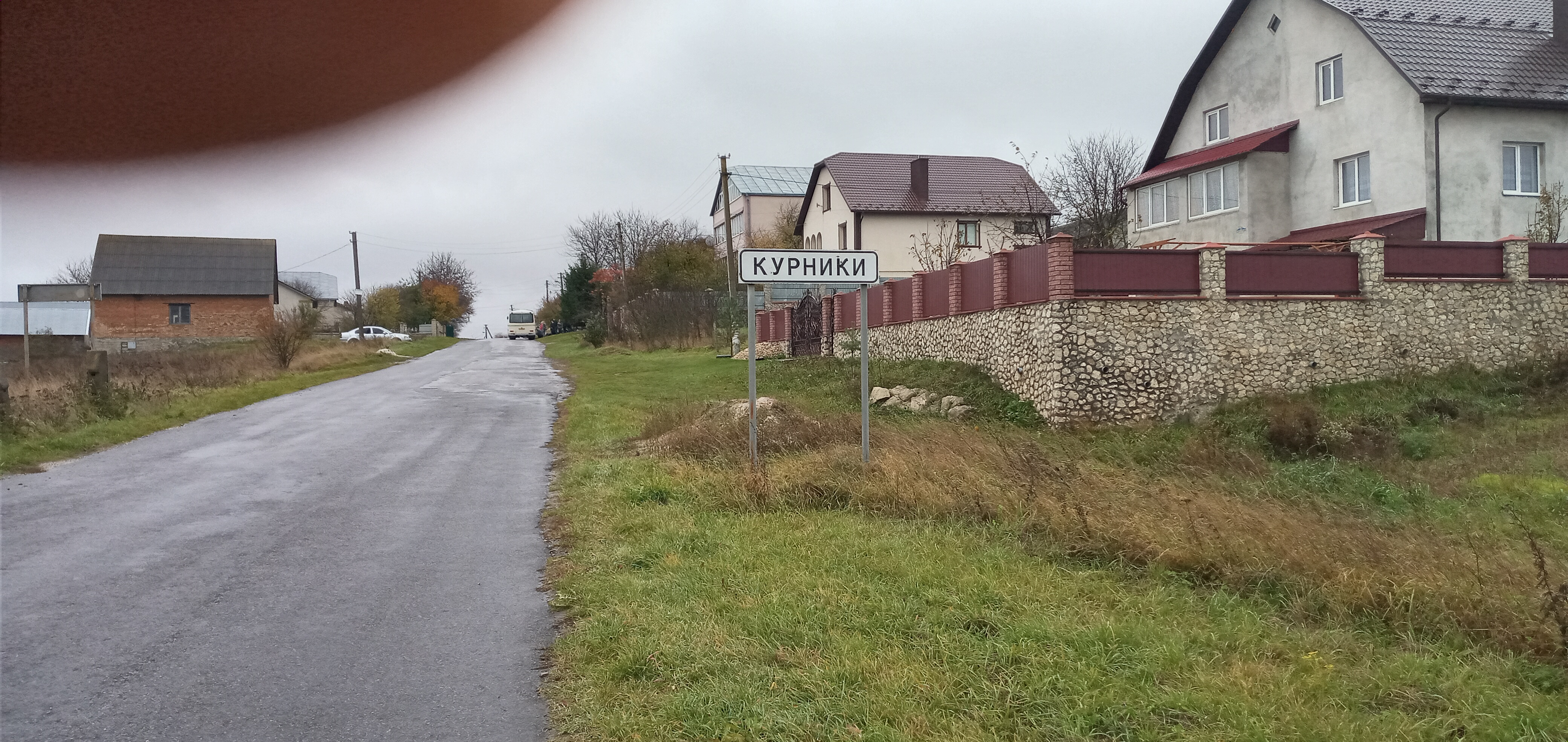
Село Курники

Перша письмова згадка – 1580 р. Назва походить, імовірно, від помешкань, в яких не було димаря (курне); за іншими переказами, назва вказувала на те, що поселення – невелике, схоже на кілька курників для домашньої птиці.
На початку 17 ст. в селі було 8 димів (будинків). Наступна письмова згадка – 1686 рік. Від кінця 17 ст., зафіксоване в документах як Курники Шляхтинецькі. 1832 р. в селі проживало 257 українців.
Діяли «Просвіта», «Луг» та інші українські товариства, кооператива.

Долина річки Гніздечна біля с. Курники

Вперше с. Курники згадується у 16 ст., коли польський шляхтич з Кременця подарував своєму зятеві три хутори-Курники,Лозове і Шляхтинці.
Село до 2015 року підпорядковалось Лозівській сільській раді. Розташоване на правому березі р.Гніздичної, на відстані 11 км від м.Тернополя, є залізнична станція. Площа населеного пункту 97 га. Середня висота над рівнем моря 306 метрів, дворів 105, населення 368 осіб.
Назва села походить від слова «курний», «курне», тобто помешкання без димаря. До 1946 року вживали назву Курники Шляхтинецькі.
Перша письмова згадка про село у 1580 році, друга- на початку 17ст., де вказано, що село налічує 8 димів (будинків).
Наступна – у 1686 році. Після завершення процесу формування фільварково-панщинної системи (першої половини 17ст.),на території Галицької землі посилилась нещадна експлуатація,часті набіги татар та міжусобиці.Ці обставини зумовили багатьох селян залишати рідні оселі і йти шукати малоосвоєні землі. Ймовірно після цього чисельність мешканців почала зростати.Слід додати,що зменшились напади ординців, останній 1694 р.
Проте внаслідок археологічних досліджень можна стверджувати про перебування древньої людини з пізнього палеоліту,мезоліту.
У 1990 р. у південно-західних околицях села тернопільською археологічною експедицією НВК «Археолог» були проведені рятувальні розкопки археологами М.Левчуком (працював учит. іст. у с. Лозова) та М.Ягодинською. На поселенні, зруйнованому газопроводом, простежено три шари: ранньозалізної доби, землянка з пічкою-камянкою (9 ст.) і житло періоду Київської Русі (12-13 ст.)
У селі не було церкви і греко-католики належали до парафії в Шляхтинцях та ходили до дочірної церкви св. Михайла у с. Лозові (збуд. у 1656 р.). Римо-католики (їх тоді називали латинниками) мали парафію у тому ж селі і ходили до костелу св. Станіслава (збуд. 1862 р.).
Впродовж другої половини 19 ст. і до 1910 р. землі належали графині Ользі-Олександрі Борковській, а опісля громадсько-політичному діячеві Владиславу Федоровичу. Внаслідок його смерті у 1918 році власність переходить дочці Кароліні, одруженій з Миколою Малицьким (братом священика О.Малицького).
Станом на 1890 р. село налічувало 540 осіб (гр.-кат. - 426, лат. - 96, євреїв - 18).
Школа однокласна з українською мовою навчання, заснована у 1881 році. Були церковна крамниця, фільварок і корчма.
До адміністративної реформи, проведеної у 1934 році Курники були центром однойменної гміни. Війтами села були – М.Бонк, П.Кізлик.
Станом на 1 грудня 1914 року населення становило 762 осіб, у 1925 році був млин Владислава Зелінського, де працювало двоє людей.
Протягом 1933-1934 років у школі навчалося 95 дітей. Діяли активно такі громадські організації: «Січ» - 50 чол., «Проти алкогольне товариство» - 40 чол., «Сільський господар» - 50 чол., «Просвіта», якою опікувався о.Олександр Малицький, «Рідна школа», кредитна каса, хор.
Муровану церкву св. Михайла збудовано у 1924 році, на ділянці, яку безплатно віддав П.Ткач. При ній створено «Братство найсвятіших тайн».
У 1904 році почалося будівництво залізниці Тернопіль-Збараж, яке завершилося у 1906 році. Це дало змогу селянам підзаробити та декільком постійно працювати при обслуговуванні залізничної колії.
В роки першої світової війни село знаходилось у прифронтовій зоні, тому населення було евакуйовано на Львівщину.По поверненню у 1918 році переселенці застали село в руїнах, цілими залишились чотири будинки, криті бляхою.
Виконуючи наказ Центрального військового комітету перейняти владу в ніч на 1 листопада до Тернополя прийшов Павло Бабяк з курницькими хлопцями, які разом з іншими добровольцями долучились до служби на залізничній станції, яку зайняли без єдиного пострілу. Таким чином вони приклались до проголошення ЗУНР.
В УСС і УГА воювали: К.Шпілюр, Й.Чорномаз, Й.Бекерський, М.Криворучка, М.Даткун, Майловський, І.Мозіль, К.Кізлик, П.Баб»як, Ю.Гримак.
У 1924 р. польська влада заборонила «Січ». У зв'язку з тим, у селі створюють товариство «Луг»,основною діяльністю якої було національно-патріотичне виховання молоді. Голова «Лугу» - С.Бонк,писар-П.Шпілюр, члени–засновники: В.Кізлик, П.Кузьмович, В.Лагіш, М.Кізлик, І.Зварун, М.Даткун, К.Кізлик. 29.09.1930р. у листі повітового старости Маліцького до голови товариства К.Кізлика та постерунку поліції в Лозові вказується на припинення діяльності та карну відповідальність за невиконання.
У провину ставилось те, що коли в Курівцях палали фільваркові стирти (15 км від Курник), то не взяли участі у пожежогасінні. Крім цього, «Луг» замість вивчати протипожежну справу займається військовою муштрою.
28.04.-02.05.1948 р. на залізничній станції розташувався гарнізон залізничних військ МДБ (12 осіб), який охороняв колгосп.
24.07.1948 р. в селах Байківці, Русанівка, Шляхтинці, Смиківці, Лозова, Курники і Стегниківці появились проти колгоспні листівки. 26 липня того ж року у с.Курники перед вечором повстанці ліквідували уповноваженого РК КП(б)У капітана запасу Давидок Р.П. і агента з райуповмінзагу, прикріпленого на села Стегниківці, Курники, Лозова - мол. лейт. Максимова І.В., які тут проводили збори у справі поставки збіжжя. Під час бою загинув друг «Богдан».
Під час Другої світової війни в Червоній армії загинули чи пропали безвісти 33 уродженці села. В ОУН і УПА перебували, загинули, репресовані рад. владою симпатики цих об'єднань понад 60 осіб. У власному будинку переховували повстанців Т.Бриняк і М.Білобровець.
Насипана символічна могила УСС (1991 р.). Діють клуб, бібліотека, ФАП, торговий заклад, земельні паї орендує фермерське господарство «Весна у коня», голова Ю.Дзендзелик-Пензелек.
12 червня 2020 року, відповідно до розпорядження Кабінету Міністрів України № 724-р «Про визначення адміністративних центрів та затвердження територій територіальних громад Тернопільської області» увійшло до складу Байковецької сільської громади.
19 липня 2020 року, в результаті адміністративно-територіальної реформи та ліквідації Тернопільського району, село увійшло до складу новоутвореного Тернопільського району.

## Населення
Згідно з переписом УРСР 1989 року чисельність наявного населення села становила 368 осіб, з яких 160 чоловіків та 208 жінок.
За переписом населення України 2001 року в селі мешкало 350 осіб. 100 % населення вказало своєю рідною мовою українську мову.
На початок 2024 року у селі проживає 343 особи  

## Символіка
Рішення сесій сільської ради №8/6/11 «Про затвердження офіційної символіки Байковецької територіальної громади, сіл Байковецької територіальної громади та Положення про зміст, опис Гербів, Прапорів Байковецької територіальної громади, сіл Байковецької територіальної громади та порядок їх використання» від 26.02.2021 [Архівовано 24 жовтня 2021 у Wayback Machine.]

### Герб
Герб розділений двома хвилястими синіми перев’язками, які символізують воду (джерела), на три частини. У верхній на золотому фоні – червоно-білий елемент гербу Огінець. Посередині на зеленому тлі розміщено фігуру Архангела Михаїла. Він поданий білим, червоним та золотим кольорами. У нижній часині герба – чотири гори (пагорби), на яких розташоване село Курники. Щит виписаний в декоративний картуш і увінчаний золотою сільською короною. Унизу картуша написи «КУРНИКИ» і «1580».

### Прапор
Прапор села Курники – квадратне полотнище, на якому розміщені всі елементи герба, але без картуша і корони. На Прапорі повторюються кольори Герба.

### Тлумачення символіки
Огінець – це назва герба, до якого належав один з власників села – український шляхтич, громадсько-політичний діяч і меценат Володислав Федорович. Сині перев’язі свідчать про наявність у селі двох джерел, воду в яких вважають цілющою. Архангел Михаїл – покровитель села. Чотири гори символізують місцеві географічні і природні особливості. Корона означає статус населеного пункту

## Релігія
Є церква святого архістратига Михаїла (1922, мурована).
Упродовж останнього тижня травня 2015 року в Курниках проходила Свята місія, яка завершилася святковою літургією та освяченням місійного хреста. Його пронесли урочистою ходою через усе село.

## Пам'ятки
Насипана символічна могила УСС (1991).

## Соціальна сфера
Діє бібліотека. Будинок культури.

## Відомі люди

### Народилися
- Павло Баб'як — український громадський діяч, кооператор,
- Ярослав Кізлик («Хмара») — стрілець УПА, командир відділу у сотні «Дороша» (УПА-північ).
- Семеон Гнатишин (1912-1950) — ієромонах, ігумен монастиря, публіцист,
- Йосафат Осташевський (1924-1983) — український громадський діяч, публіцист, архівіст,
- Оксана Яциковська — українська журналістка, громадська діячка.

### Проживали
- Олександр Малицький — культурно-громадський діяч, літератор, душпастир.